# Germán Arciniegas
Germán Arciniegas (Bogotá, 6 de dezembro de 1900 — 30 de novembro de 1999) foi um ensaísta, diplomata e historiador colombiano.

## Biografia
Germán Arciniegas é autor de mais de cinquenta livros. Foi membro da Faculdade de Filosofia e Letras Universidade dos Andes e professor na Universidade Columbia, em Nova Iorque. Teve diversos cargos públicos tais como ministro de Educação da Colômbia, embaixador da Colômbia na Itália (1959), Venezuela (1962), Israel (1966) e Santa Sé (1976).
Suas obras históricas tem característica forte no que concerne ao fenômeno da mestiçagem e a criação de um continente (sobretudo a América), sendo isso muito bem expressado no seu livro Biografia do Caribe e O continente das sete cores.
Em 1952, publicou em Nova York seu livro Entre a liberdade e o medo, obra escrita originalmente em inglês. Esta obra foi proibida em diversos países, incluindo Colômbia, chegando posteriormente até ter seus livros queimados na época do governo do general colombiano Gustavo Rojas Pinilla.
Completamente dedicado, trabalhou até às vésperas de seu falecimento, sendo então colunista no El Tiempo de Bogotá.

## Obras
Os seus livros de maior destaque, entre os mais de cinquenta publicados, são:
- El estudiante de la mesa redonda
- América tierra firme
- Los Comuneros, Bogotá
- Biografía del Caribe
- Entre la libertad y el miedo, México
- América mágica - Los hombres y los meses
- América mágica - Las mujeres y las horas
- El mundo de la bella Simonetta, Buenos Aires
- El continente de los siete colores. Historia de la cultura en América Latina
- Nueva imagen del Caribe
- Roma secretísima, Madrid
- Bolívar, el hombre de la gloria